# Gouvernement Netanyahou V
État d'Israël
Netanyahou IV Bennett-Lapid
Le 35e gouvernement de l'État d'Israël, ou cinquième gouvernement Netanyahou, est un gouvernement israélien formé à l'issue des élections législatives du 2 mars 2020. Il s'agit d'une coalition composée initialement de quatre partis de droite : le Likoud, Le Foyer juif, Shas, Judaïsme unifié de la Torah, et de quatre partis centristes : Bleu et blanc, Gesher, le Parti travailliste israélien, Derekh Eretz.

## Historique et coalition
Ce gouvernement est dirigé par le Premier ministre sortant national-conservateur Benyamin Netanyahou. Il est constitué et soutenu par une coalition entre le Likoud, Bleu et blanc, Shas, Judaïsme unifié de la Torah et Le Foyer juif. Ensemble, ils disposent de 72 députés sur 120, soit 60 % des sièges de la Knesset.
Il est formé à la suite des élections législatives anticipées du 2 mars 2020. Il succède au quatrième gouvernement Netanyahou, formé autour du Likoud.

### Formation de la coalition
Le 20 avril 2020, Benny Gantz et Benyamin Netanyahou annoncent la formation d'un gouvernement d'union nationale. Il est prévu que Benyamin Netanyahou reste Premier ministre pendant 18 mois, avant que Gantz ne lui succède pour 18 mois dans le cadre d’un accord de rotation légalement contraignant. En attendant, celui-ci serait ministre de la Défense,. L'accord prévoit également que des législatives anticipées seront convoquées si Netanyahou est disqualifié dans les six mois par la Haute Cour de justice, son procès débutant le 24 mai. Enfin, la rotation intervient automatiquement sans nouveau vote, et en cas d'élections anticipées, Gantz serait investi Premier ministre pour assurer l'intérim. Le 26 avril, le Parti travailliste vote son entrée au gouvernement. Les nombreuses clauses contenues dans l'accord découlent ainsi de la méfiance des deux partenaires l'un envers l'autre, tous deux convaincus d'être trahis à la première occasion. Le gouvernement doit être formé d'ici le 7 mai, faute de quoi la Knesset sera dissoute.

### Recours à la Cour suprême
Le 3 mai, la Cour suprême se penche sur un recours relatif à la possibilité pour Netanyahou, inculpé, de former un gouvernement. Le lendemain, l'institution devra trancher si l'accord de coalition est légal. Pour la première question, les juges estiment, sans avoir rendu de décision à ce stade, que les plaignants n'ont pas fourni d'arguments légaux ou de jurisprudence pour motiver leur demande. Pour le volet lié à l'accord, les magistrats estiment qu'ils pourraient invalider le gel des nominations à la tête de la fonction publique et le non-vote de lois non liées à la lutte contre le coronavirus ; mais que pour envisager une telle décision, les clauses devraient être matérialisées en lois. Le Likoud considère que toute entorse à l'accord rendrait celui-ci caduc et provoquerait de nouvelles élections, Netanyahou étant le principal bénéficiaire du futur poste de Premier ministre suppléant, censé lui procurer une immunité. L'opposition tente de son côté de différer l'approbation du gouvernement par obstruction parlementaire et ainsi d'empêcher sa formation. Gantz, à la tête de la Knesset, déclenche une procédure parlementaire accélérée. Finalement, face aux réserves de la Cour suprême, les deux partis acceptent de réduire le gel des nominations et de la non-adoption de lois n’étant pas liées au coronavirus de six mois à cent jours. Par ailleurs, est censurée la loi permettant de remplacer les députés nommés ministres par de nouveaux députés sans respecter l'ordre de la liste Bleu et Blanc, et empêcher ainsi que les partis Yesh Atid et Telem, qui ont rompu avec Bleu et Blanc, obtiennent de nouveaux députés aux dépens de Hosen L'Yisrael. Le 6 mai, la Cour suprême valide l'accord et autorise Netenyahou à former le prochain gouvernement,.

### Formation du gouvernement
Le 7 mai, l'accord est approuvé par la Knesset et Netanyahou, ayant obtenu le soutien de 72 députés, est formellement chargé de former un gouvernement. Celui-ci est constitué le 17 mai,,, après des jours de reports liés à des désaccords au sein du Likoud et de son bloc de droite pour l'attribution des portefeuilles ministériels. Les ministres délégués sont, quant à eux, nommés le 25 mai.

### Succession
Le 3 décembre 2020, Benny Gantz apporte son soutien à une motion de l'opposition visant à dissoudre la Knesset. L'accord de coalition prévoit une rotation à la condition qu'un budget unique soit adopté d'ici le 23 décembre 2020. Alors que la date butoir s'approche, la Knesset rejette une proposition de Bleu et blanc de séparer les deux budget et de différer leur adoption, provoquant la dissolution du Parlement.

## Composition

### Initiale (17 mai 2020)
| Portefeuille                                                                                             | Titulaire | Titulaire                                                                    | Parti                       |
| --- | --------- | ---------------------------------------------------------------------------- | --------------------------- |
| Premier ministre                                                                                         |           | Benyamin Netanyahou                                                          | Likoud                      |
| Premier ministre alternant Ministre de la Défense                                                        |           | Benny Gantz                                                                  | Bleu et blanc               |
| Ministre de l'Agriculture et du Développement rural                                                      |           | Alon Schuster                                                                | Bleu et blanc               |
| Ministre de l'Immigration et de l'Intégration                                                            |           | Pnina Tamano-Shata                                                           | Hosen L'Yisrael             |
| Ministre du Renforcement des communautés                                                                 |           | Orly Levy                                                                    | Gesher/Likoud               |
| Ministre des Communications                                                                              |           | Yoaz Hendel (jusqu'au 16/12/2020)                                            | Derekh Eretz                |
| Ministre des Communications                                                                              |           | Benny Gantz a.i.                                                             | Bleu et blanc               |
| Ministre de la Construction et du Logement                                                               |           | Yaakov Litzman (jusqu'au 15/09/2020)                                         | Judaïsme unifié de la Torah |
| Ministre de la Construction et du Logement                                                               |           | Benyamin Netanyahou (jusqu'au 14/10/2020)                                    | Likoud                      |
| Ministre de la Construction et du Logement                                                               |           | Yitzhak Cohen (jusqu'au 18/11/2020)                                          | Shas                        |
| Ministre de la Construction et du Logement                                                               |           | Yaakov Litzman                                                               | Judaïsme unifié de la Torah |
| Ministre de la Culture et du Sport                                                                       |           | Hili Tropper                                                                 | Bleu et blanc               |
| Ministre des Affaires nationales électroniques et numériques                                             |           | Dudi Amsalem                                                                 | Likoud                      |
| Ministre chargé de la Défense                                                                            |           | Michael Biton                                                                | Bleu et blanc               |
| Ministre des Affaires de la Diaspora                                                                     |           | Omer Yankelevich                                                             | Bleu et blanc               |
| Ministre de l'Économie                                                                                   |           | Amir Peretz                                                                  | Travailliste                |
| Ministre de l'Éducation                                                                                  |           | Yoav Galant                                                                  | Likoud                      |
| Ministre de la Protection environnementale                                                               |           | Gila Gamliel                                                                 | Likoud                      |
| Ministre des Finances                                                                                    |           | Israël Katz                                                                  | Likoud                      |
| Ministre des Affaires étrangères                                                                         |           | Gabi Ashkenazi                                                               | Bleu et blanc               |
| Ministre des Affaires religieuses                                                                        |           | Yaakov Avitan                                                                | Shas                        |
| Ministre de la Santé                                                                                     |           | Yuli-Yoel Edelstein                                                          | Likoud                      |
| Ministre de l'Enseignement supérieur Ministre des Ressources en eau                                      |           | Ze'ev Elkin (jusqu'au 27/12/2020) Yoav Galant a.i.                           | Likoud                      |
| Ministre du Renseignement                                                                                |           | Eli Cohen                                                                    | Likoud                      |
| Ministre de l'Intérieur                                                                                  |           | Aryé Dery                                                                    | Shas                        |
| Ministre des Affaires de Jérusalem et du Patrimoine                                                      |           | Rafi Peretz                                                                  | Le Foyer juif               |
| Ministre de la Justice                                                                                   |           | Avi Nissenkorn (jusqu'au 01/01/2021) Benny Gantz (a.i. jusqu'au 28/04/2021)  | Bleu et blanc               |
| Ministre du Travail et de la Protection sociale                                                          |           | Itzik Shmuli (jusqu'au 03/02/2021)                                           | Travailliste                |
| Ministre du Travail et de la Protection sociale                                                          |           | Benny Gantz a.i.                                                             | Bleu et blanc               |
| Ministre de l'Infrastructure nationale, de l'Énergie et de l'Eau                                         |           | Yuval Steinitz                                                               | Likoud                      |
| Ministre de la Sécurité intérieure                                                                       |           | Amir Ohana                                                                   | Likoud                      |
| Ministre de la Coopération régionale                                                                     |           | Guilad Erdan (jusqu'au 05/07/2020) Ofir Akunis (à partir du 06/07/2020)      | Likoud                      |
| Ministre des Sciences et de la Technologie                                                               |           | Yizhar Shai (jusqu'au 12/01/2021) Benny Gantz a.i.                           | Bleu et blanc               |
| Ministre des Affaires des Implantations                                                                  |           | Tzipi Hotovely (jusqu'au 02/08/2020) Tzachi Hanegbi (à partir du 03/08/2020) | Likoud                      |
| Ministre de l'Égalité sociale                                                                            |           | Meirav Cohen (jusqu'au 08/01/2021)                                           | Bleu et blanc               |
| Ministre de l'Égalité sociale                                                                            |           | Itzik Shmuli a.i.                                                            | Travailliste                |
| Ministre des Affaires stratégiques                                                                       |           | Orit Farkash-Hacohen (jusqu'au 30/11/2020) Michael Biton                     | Bleu et blanc               |
| Ministre du Tourisme                                                                                     |           | Asaf Zamir (jusqu'au 06/10/2020) Orit Farkash-Hacohen                        | Bleu et blanc               |
| Ministre des Transports                                                                                  |           | Miri Regev                                                                   | Likoud                      |
| Ministre chargé des Finances                                                                             |           | Yitzhak Cohen (14/10/2020-18/11/2020)                                        | Shas                        |
| Ministre délégué au Cabinet du Premier ministre                                                          |           | Fateen Mulla                                                                 | Likoud                      |
| Ministre délégué à l'Éducation                                                                           |           | Meir Porush                                                                  | Judaïsme unifié de la Torah |
| Ministre délégué à la Santé                                                                              |           | Yoav Kisch                                                                   | Likoud                      |
| Ministre délégué au Travail, aux Affaires sociales et aux Services sociaux                               |           | Meshulam Nahari                                                              | Shas                        |
| Ministre délégué à la Sécurité publique                                                                  |           | Desta Yevarken                                                               | Likoud                      |
| Ministre délégué au Développement de la périphérie, du Néguev et de Galil Ministre délégué à l'Intérieur |           | Yoav Ben Tzur                                                                | Shas                        |
| Ministre délégué aux Transports et à la Sécurité routière                                                |           | Uri Maklev                                                                   | Judaïsme unifié de la Torah |
| Ministre délégué aux Finances                                                                            |           | Yitzhak Cohen (25/05/2020-14/10/2020 ; à partir du 23/11/2020)               | Shas                        |

### Remaniement du 3 mai 2021
| Portefeuille | Titulaire | Titulaire            | Parti                       |
| --- | --------- | -------------------- | --------------------------- |
| Premier ministre |           | Benyamin Netanyahou  | Likoud                      |
| Premier ministre par alternance Ministre de la Défense Ministre de la Justice Ministre du Travail et de la Protection sociale a.i. |           | Benny Gantz          | Bleu et blanc               |
| Ministre de l'Agriculture et du Développement rural                                                                                |           | Alon Schuster        | Bleu et blanc               |
| Ministre de l'Immigration et de l'Intégration                                                                                      |           | Pnina Tamano-Shata   | Bleu et blanc               |
| Ministre du Renforcement des communautés                                                                                           |           | Orly Levy            | Likoud                      |
| Ministre des Communications |           | Eitan Ginzburg       | Bleu et blanc               |
| Ministre de la Construction et du Logement                                                                                         |           | Yaakov Litzman       | Judaïsme unifié de la Torah |
| Ministre de la Culture et du Sport Ministre des Sciences et de la Technologie                                                      |           | Hili Tropper         | Bleu et blanc               |
| Ministre des Affaires nationales électroniques et numériques                                                                       |           | Dudi Amsalem         | Likoud                      |
| Ministre des Affaires de la Diaspora                                                                                               |           | Omer Yankelevich     | Bleu et blanc               |
| Ministre de l'Économie |           | Amir Peretz          | Sans                        |
| Ministre de l'Éducation Ministre de l'Enseignement supérieur Ministre des Ressources en eau                                        |           | Yoav Galant          | Likoud                      |
| Ministre de la Protection environnementale                                                                                         |           | Gila Gamliel         | Likoud                      |
| Ministre des Finances |           | Israel Katz          | Likoud                      |
| Ministre des Affaires étrangères                                                                                                   |           | Gabi Ashkenazi       | Bleu et blanc               |
| Ministre des Affaires religieuses                                                                                                  |           | Yaakov Avitan        | Shas                        |
| Ministre de la Santé |           | Yuli-Yoel Edelstein  | Likoud                      |
| Ministre du Renseignement |           | Eli Cohen            | Likoud                      |
| Ministre de l'Intérieur |           | Aryé Dery            | Shas                        |
| Ministre des Affaires de Jérusalem et du Patrimoine                                                                                |           | Rafi Peretz          | Le Foyer juif               |
| Ministre de l'Infrastructure nationale, de l'Énergie et de l'Eau                                                                   |           | Yuval Steinitz       | Likoud                      |
| Ministre de la Sécurité intérieure                                                                                                 |           | Amir Ohana           | Likoud                      |
| Ministre de la Coopération régionale                                                                                               |           | Ofir Akunis          | Likoud                      |
| Ministre des Affaires des Implantations                                                                                            |           | Tzachi Hanegbi       | Likoud                      |
| Ministre chargé de la Défense Ministre des Affaires stratégiques Ministre de l'Égalité sociale                                     |           | Michael Biton        | Bleu et blanc               |
| Ministre du Tourisme |           | Orit Farkash-Hacohen | Bleu et blanc               |
| Ministre des Transports |           | Miri Regev           | Likoud                      |
| Ministre délégué au Cabinet du Premier ministre                                                                                    |           | Fateen Mulla         | Likoud                      |
| Ministre délégué à l'Éducation |           | Meir Porush          | Judaïsme unifié de la Torah |
| Ministre délégué à la Santé |           | Yoav Kisch           | Likoud                      |
| Ministre délégué à la Sécurité publique                                                                                            |           | Desta Yevarken       | Likoud                      |
| Ministre délégué au Développement de la périphérie, du Néguev et de Galil Ministre délégué à l'Intérieur                           |           | Yoav Ben Tzur        | Shas                        |
| Ministre délégué aux Transports et à la Sécurité routière                                                                          |           | Uri Maklev           | Judaïsme unifié de la Torah |